# Enric Soldevila i Santandreu
Enric Soldevila i Santandreu (Figueres, 1861 – idem. 21 de desembre, 1943) fou un cadiraire, músic i lutier català.
Els seus instruments han servit de model per a tots els constructors del segle xx. Músics destacats com Albert Martí, Ricard Viladesau o Jaume Vilà han tocat amb tenores Catroi.
El Museu d'Història de Girona conserva dues tenores Catroi que es poden veure a la Sala de la Sardana. Al Museu de la Música de Barcelona s'hi conserven dos tibles Catroi i la tenora que Jaume Vilà va utilitzar durant 50 anys de carrera musical.

Tible conservat al Museu de la Música de Barcelona
Tible conservat al Museu de la Música de Barcelona
Tenora conservada al Museu de la Música de Barcelona
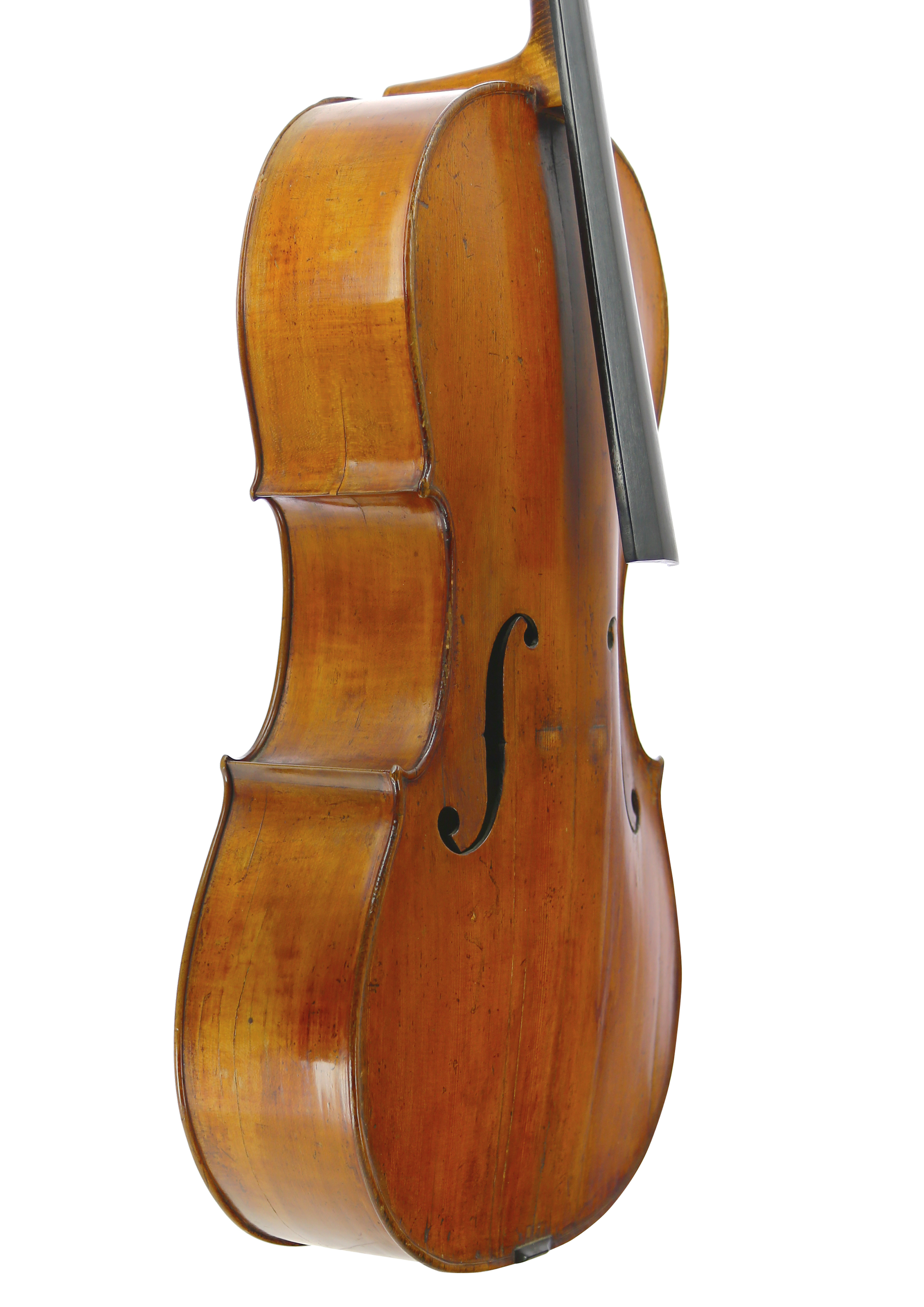
Violoncel de Nicolás Duclos, restaurat per Enric Soldevila
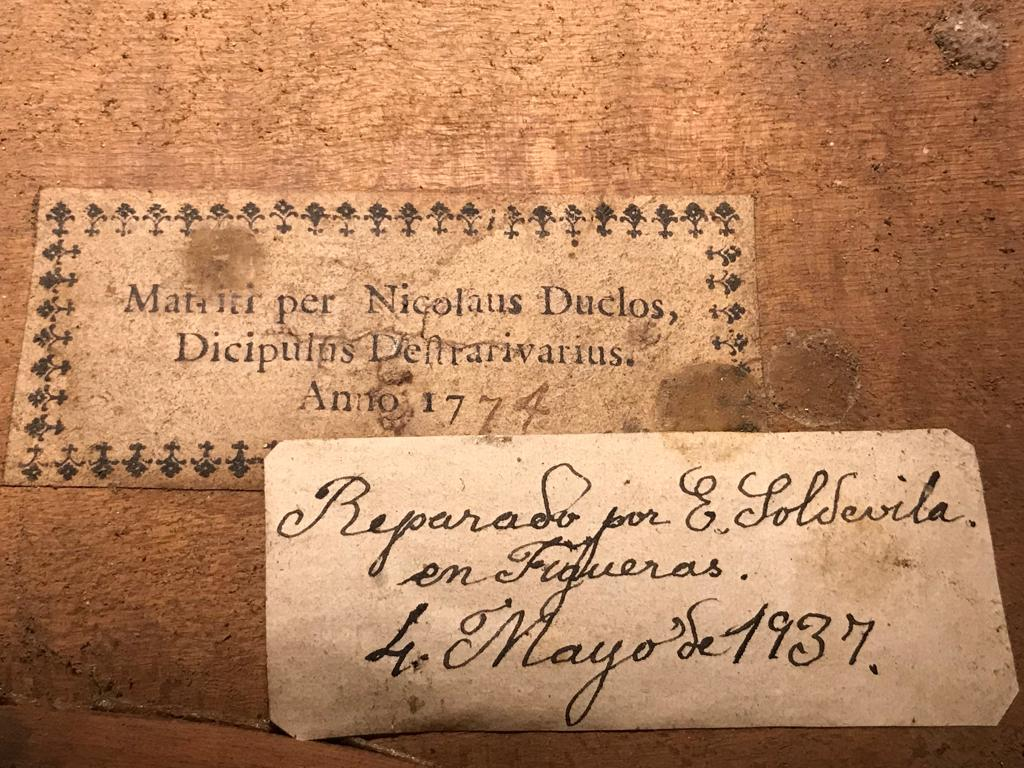
Etiqueta de violoncel de Nicolás Duclos i etiqueta d'Enric Soldevila (1937)